# Església de l'Hospital (Vic)
L'Església de l'Hospital és una obra barroca de Vic (Osona) protegida com a Bé Cultural d'Interès Local.

## Descripció
Edifici religiós de planta de creu grega amb una cúpula i cimbori ortogonal cobert amb forma piramidal, el qual s'il·lumina a partir de finestres. La façana presenta un capcer lobulat, resseguit amb pedra vista i amb pinacles coronats per esfera, al centre i als laterals. La portalada, de tipus escultòric, és d'arc rebaixat, amb un escut al damunt que emmarca un baix relleu en forma de creu llatina. Tot ell es troba envoltat per formes de pedra que estan deteriorades i que acaben amb una mena de pinacles adossats que descansen damunt pilastres. Al mur de la façana s'hi obren dues finestres rectangulars als laterals i un òcul ortogonal, amb escaires arrodonits, damunt el portal.

## Història
Aquesta església forma part del conjunt de l'Hospital de Santa Creu que fou fundat per Ramon Terrades el segle xiv. El conjunt està format per unes sales de gòtic tardà, la façana renaixentista i la farmàcia de l'arquitectura J.Mª Pericas. Està situada a la circumval·lació de les muralles de l'antic barri de St. Joan, a l'eixample barroc que dona fesomia a aquesta part de la ciutat als segle xvii i XVIII. Fou construïda per l'arquitecte Josep Morató i Sellés i es pot considerar estilísticament com un precedent de l'església de la Gleva a Masies de Voltregà, construïda per arquitectes de la mateixa família. L'estil barroc de transició neoclàssica.